# Sunno
Sunno was in de 4e eeuw een Frankische hoofdeling (hertog, dux). Hij leidde de Franken tijdens een inval in het Romeinse Rijk.

## Geschiedenis
Samen met Marcomer leidde Sunno in 388 de Franken naar het westen, de grens van het Romeinse Rijk over, waar zij plunderingen en slachtingen aanrichtten. De Romeinen wisten grote aantallen van de indringers te vernietigen in het Kolenwoud in Oost-België. Onder aanvoering van generaal Quintinus staken de Romeinen de Rijn over en achtervolgden Sunno. Daarbij verloor deze vrijwel zijn gehele leger in de wouden en moerassen ten oosten van Neuss.
De opperbevelhebber van het Romeinse leger Arbogast voerde later onderhandelingen met Sunno en Marcomer, maar toen deze tot niets leidden trokken de Romeinen opnieuw de Rijn over en verwoestten ditmaal het gebied van de Bructeren en de Chamaven. Hierna sloten de Franken vrede met de Romeinen.